# Drassyllus orlando
Drassyllus orlando är en spindelart som beskrevs av Norman I. Platnick och Corey 1989. Drassyllus orlando ingår i släktet Drassyllus och familjen plattbuksspindlar. Inga underarter finns listade i Catalogue of Life.